# Hoplia niasana
Hoplia niasana är en skalbaggsart som beskrevs av Moser 1912. Hoplia niasana ingår i släktet Hoplia och familjen Melolonthidae. Inga underarter finns listade i Catalogue of Life.